# Kabul (prowincja)
Kabul (paszto/perski: کابل) – prowincja w środkowym Afganistanie. Obejmuje swoim zasięgiem Kabul i okoliczne miejscowości. Kabul jest stolicą prowincji. Składa się ona z 15 powiatów. Ma powierzchnię 4462 km² i w 2021 roku liczyła 5 385 526 mieszkańców. Główne języki to paszto, dari, turkmeński i uzbecki.

## Dystrykty
Prowincja dzieli się na następujące dystrykty:
- Bagrami
- Czahar Asiab
- Deh Sabz
- Farza
- Guldara
- Istalif
- Kabul (stolica)
- Kalakan
- Kaki Dżabar
- Mir Bacha Kot
- Mussahi
- Pagman
- Karabag
- Szakardara
- Surobi

## Demografia
- 2006 – 3 138 100
- 2021 – 5 385 526[1]